# 村上義雄 (ジャーナリスト)
村上 義雄（むらかみ よしお、1934年7月2日 - ）は、日本のジャーナリスト。
東京生まれ。上智大学外国語学部フランス語科卒。NHK記者をへて朝日新聞社に入り、記者、編集委員、『朝日ジャーナル』『週刊朝日』編集部。

## 著書
- 『ルポ少年たちの叛乱』朝日新聞社 1982。『教育事件』朝日文庫 1986
- 『学校にもっと自由を 手がかりとしてのフレネ教育』朝日新聞社 1984
- 『子どもが見えていますか』麦秋社 1984
- 『村上義雄のトークマラソン 1 (子どもたちがタイヘンだ!)』金子書房 1985
- 『体罰・いじめ・登校拒否脱出へ!』草土文化 1986
- 『村上義雄のトークマラソン 2 (子どもの警報をキャッチする)』金子書房 1986
- 『ルポ教師の暴力』朝日ブックレット 1986
- 『村上義雄のトークマラソン 3 (いま、子どもがオモシロい)』金子書房 1987
- 『ルポいじめ社会 あえぐ子どもたち』朝日文庫 1995
- 『浮遊人間水上勉 女性の視線が描くモザイク絵』朝日ソノラマ 1997
- 『喜納昌吉 チャンプルーな世界』朝日ソノラマ 1998
- 『20世紀を一緒に歩いてみないか』岩波ジュニア新書 2001
- 『人間久野収 市民哲学者、きたるべき時代への「遺言」』平凡社新書 2002
- 『東京都の「教育改革」  石原都政でいま、何が起こっているか』岩波ブックレット 2004
- 『暴走する石原流「教育改革」 高校生の心が壊される』岩波書店 2004
- 『「朝日ジャーナル」現代を撃つ』朝日新書 2009

### 編著
- 『教育改革、私ならこうする 子どもの現場からの視点』編著 麦秋社 1985
- 『体罰と子どもの人権』保坂展人・中川明共編 有斐閣 人権ライブラリイ 1986
- 『天皇の教科書 『新編日本史』の狙い』編 晩聲社 1986
- 『子どもやがて悲しき50年 フォト・ルポルタージュ』編 太郎次郎社 1995
- 『定年後世代の生き方・暮らし方 自立する後半生のために』編著 平凡社 2001
- 『写真が語る子どもの100年』編 平凡社 コロナ・ブックス 2002
- 『患者になった医師からのメッセージ』日野原重明監修 編 自由国民社 2003
- 『私もまた語り部として生きる 市民が綴るそれぞれの20世紀』編著 教育史料出版会 2004
- 『私の故郷は地球なのです 市民が綴るそれぞれの20世紀 2』編著 教育史料出版会 2007
- 『二〇世紀をたどる二一世紀を歩む 市民が綴る過去・現在・未来 3』編著 教育史料出版会 2012
- 『世紀を超えて「光」と「影」を歩く 市民が綴る過去・現在・未来 4』編著 教育史料出版会 2016

## 論文
- 村上義雄